# 勇利投資
勇利航業集團有限公司（英語：Courage Marine Group Limited，SGX：E91、港交所：01145）是一家在新加坡交易所及香港交易所上市的航運公司，主要業務為從事乾散貨運輸。
勇利航業由台灣商人許志堅成立於2001年，2005年10月13日，於新加坡交易所主板上市。2011年6月24日，勇利航業以介紹形式到香港上市。勇利航業現擁有9艘乾散貨船，主要經營大中華地區、日本、俄羅斯、越南、新加坡及印尼等地。
2016年8月2日，該公司把港交所第二上市地位轉為第一位，而新加坡交易所上市地位轉為第二，原因是於香港比新加坡交投暢旺。

## 外部連結
- 勇利航業公司網站 （页面存档备份，存于）
- 勇利航業招股章程